# Blek skymningssvärmare
Blek skymningssvärmare, Hyles zygophylli är en fjärilsart som beskrevs av Ferdinand Ochsenheimer 1808. Blek skymningssvärmare ingår i släktet Hyles och familjen svärmare. Arten har ej påträffats i Sverige. Inga underarter finns listade i Catalogue of Life.